# Rose Island (film)
Rose Island (v italském originále L'incredibile storia dell'isola delle rose, v překladu Neuvěřitelný příběh Růžového ostrova) je italská retro filmová dramedie z roku 2020. Italský režisér Sydney Sibilia ji natočil podle scénáře, na němž se podílel s Francescou Manieri. Absurdní příběh je založený na skutečných událostech z konce 60. let 20. století při vzniku anarchoutopického Růžového ostrova poblíž italských břehů. Ten postavil a na něm založil vlastní mikronárod italský snílek a inženýr Giorgio Rosa, jehož ve filmu ztvárnil Elio Germano. Snímek 9. prosince 2020 uvedla VOD společnost Netflix.

## Postavy a obsazení
| Elio Germano         | Giorgio Rosa, inženýr, zakladatel ostrova, prezident |
| Leonardo Lidi        | Maurizio Orlandini                                   |
| Matilda De Angelis   | Gabriella                                            |
| Tom Wlaschiha        | W.R. Neumann                                         |
| Luca Zingaretti      | Giovanni Leone                                       |
| Fabrizio Bentivoglio | Franco Restivo                                       |
| François Cluzet      | Jean Baptiste Toma'                                  |